# Prosoplus metallicus
Prosoplus metallicus là một loài bọ cánh cứng trong họ Cerambycidae.